# Doiac
Doyet és un municipi francès, situat al departament de l'Alier i a la regió d'Alvèrnia-Roine-Alps. L'any 2007 tenia 1.224 habitants.

## Demografia

### Població
El 2007 la població de fet de Doyet era de 1.224 persones. Hi havia 516 famílies de les quals 144 eren unipersonals (84 homes vivint sols i 60 dones vivint soles), 192 parelles sense fills, 144 parelles amb fills i 36 famílies monoparentals amb fills.
La població ha evolucionat segons el següent gràfic:
Habitants censats

### Habitatges
El 2007 hi havia 687 habitatges, 520 eren l'habitatge principal de la família, 49 eren segones residències i 118 estaven desocupats. 631 eren cases i 54 eren apartaments. Dels 520 habitatges principals, 388 estaven ocupats pels seus propietaris, 120 estaven llogats i ocupats pels llogaters i 12 estaven cedits a títol gratuït; 6 tenien una cambra, 34 en tenien dues, 104 en tenien tres, 160 en tenien quatre i 216 en tenien cinc o més. 418 habitatges disposaven pel capbaix d'una plaça de pàrquing. A 226 habitatges hi havia un automòbil i a 235 n'hi havia dos o més.

### Piràmide de població
La piràmide de població per edats i sexe el 2009 era:
| Homes | Edats   | Dones |
| ----- | ------- | ----- |
| 0     | 95 o +  | 4     |
| 4     | 90 a 94 | 8     |
| 12    | 85 a 89 | 8     |
| 12    | 80 a 84 | 12    |
| 32    | 75 a 79 | 32    |
| 28    | 70 a 74 | 32    |
| 40    | 65 a 69 | 32    |
| 60    | 60 a 64 | 36    |
| 24    | 55 a 59 | 48    |
| 40    | 50 a 54 | 24    |
| 40    | 45 a 49 | 24    |
| 40    | 40 a 44 | 48    |
| 56    | 35 a 39 | 24    |
| 52    | 30 a 34 | 40    |
| 36    | 25 a 29 | 40    |
| 20    | 20 a 24 | 16    |
| 36    | 15 a 19 | 8     |
| 28    | 10 a 14 | 40    |
| 32    | 5 a 9   | 28    |
| 16    | 0 a 4   | 20    |

## Economia
El 2007 la població en edat de treballar era de 738 persones, 513 eren actives i 225 eren inactives. De les 513 persones actives 454 estaven ocupades (247 homes i 207 dones) i 59 estaven aturades (34 homes i 25 dones). De les 225 persones inactives 78 estaven jubilades, 50 estaven estudiant i 97 estaven classificades com a «altres inactius».

### Ingressos
El 2009 a Doyet hi havia 563 unitats fiscals que integraven 1.251,5 persones, la mediana anual d'ingressos fiscals per persona era de 15.716 €.

### Activitats econòmiques
Dels 46 establiments que hi havia el 2007, 2 eren d'empreses extractives, 1 d'una empresa alimentària, 1 d'una empresa de fabricació d'altres productes industrials, 3 d'empreses de construcció, 11 d'empreses de comerç i reparació d'automòbils, 6 d'empreses de transport, 5 d'empreses d'hostatgeria i restauració, 4 d'empreses immobiliàries, 7 d'empreses de serveis, 5 d'entitats de l'administració pública i 1 d'una empresa classificada com a «altres activitats de serveis».
Dels 11 establiments de servei als particulars que hi havia el 2009, 1 era una oficina de correu, 2 tallers de reparació d'automòbils i de material agrícola, 1 paleta, 1 lampisteria, 1 electricista, 1 perruqueria, 1 veterinari, 1 restaurant i 2 agències immobiliàries.
Dels 2 establiments comercials que hi havia el 2009, 1 era una botiga de menys de 120 m² i 1 una fleca.
L'any 2000 a Doyet hi havia 29 explotacions agrícoles que ocupaven un total de 2.223 hectàrees.

## Equipaments sanitaris i escolars
El 2009 hi havia 1 farmàcia i 1 ambulància.
El 2009 hi havia una escola elemental. Doyet disposava d'un col·legi d'educació secundària amb 137 alumnes.

## Poblacions més properes
El següent diagrama mostra les poblacions més properes.